# Peter Skov-Jakobsen
Peter Henrik Skov-Jakobsen, född 22 februari 1959 i Korup utanför Odense, är sedan 2009 den sjätte biskopen för Köpenhamns stift av Danska folkkyrkan.

## Utmärkelser
- Kommendör av första graden av Dannebrogorden,  1 januari 2022[1]

[Redigera Wikidata]